# Volsk
Volsk (en russe : Вольск) est une ville de l'oblast de Saratov, en Russie, et le centre administratif du raïon de Volsk. Sa population s'élevait à 65 163 habitants en 2013.

## Géographie
Volsk est située sur la rive droite de la Volga, face à l'embouchure de la rivière Bolchoï Irguiz. Elle se trouve à 28 km à l'ouest de Balakovo, à 111 km au nord-est de Saratov et à 761 km au sud-est de Moscou.

## Histoire
L'origine de la ville remonte à la fondation du sloboda de Malykovka en 1690, qui reçut le statut de ville et le nom de Volgsk (Волгск) en 1780. Au XIXe siècle, le nom évolua progressivement en Volsk, plus facile à prononcer.
Après la Révolution russe de 1917, Volsk devint un important centre de production de ciment.

## Population
En 2001, la situation démographique de Volsk accusait un solde naturel fortement déficitaire de –11,7 pour mille (taux de natalité 7,8 pour mille et taux de mortalité 19,5 pour mille).
Recensements (*) ou estimations de la population
| 1856   | 1897*  | 1913   | 1926*  | 1931   |
| ------ | ------ | ------ | ------ | ------ |
| 23 500 | 27 058 | 34 900 | 34 494 | 42 500 |

| 1939*  | 1959*  | 1970*  | 1979*  | 1989*  |
| ------ | ------ | ------ | ------ | ------ |
| 56 109 | 63 422 | 69 191 | 65 749 | 65 683 |

| 2002*  | 2010*  | 2012   | 2013   | 2014 |
| ------ | ------ | ------ | ------ | ---- |
| 71 124 | 66 508 | 65 774 | 65 163 | -    |

## Économie
La fabrication de ciment est la principale activité économique de Volsk : entreprises OAO Volkstsement (en russe : ОАО Вольскцемент) et OOO Industria-Plious (ООО Индустрия-Плюс).On y trouve également des industries mécaniques, de produits à base d'amiante, de confection, de produits laitiers et une brasserie.

## Personnalités
- Mikhaïl Popov (1893-1955), botaniste soviétique
- Mathieu de Villiers de l'Isle-Adam (1765-1804) contribue au développement de cette ville